# Lappa zalewski
Lappa zalewski là một loài thực vật có hoa trong họ Cúc. Loài này được Dybowski. mô tả khoa học đầu tiên.